# Brea Pozo
Brea Pozo è una città dell'Argentina, appartenente alla provincia di Santiago del Estero, situata a 86 km a dal capoluogo provinciale.